# Chambre de révision musulmane
 (octobre 2016).
La chambre de révision musulmane était une chambre de la cour d'appel d'Alger. Créée par la France en Algérie, elle fut supprimée à l'indépendance du pays.

## Histoire
La chambre de révision musulmane est créée par le décret du 25 mai 1892. Sa création achève l'organisation de la justice civile musulmane en Algérie, telle qu'elle restera jusqu'à l'indépendance du pays en 1962.
La chambre est la cour suprême des juridictions civiles musulmanes de l'ordre judiciaire établies par la France en Algérie. Elle est compétente pour recevoir les pourvois en cassation qui ne peuvent être portés devant la Cour de cassation, à savoir les recours en annulation dirigés contre les jugements et arrêts rendus, en dernier ressort, par les cadis, juges de paix et chambres des appels, contraires au droit et coutumes musulmans en matière de statut personnel, successions et immeubles non francisés. Ces pourvois en cassation sont dits « recours en annulation » car, contrairement à la Cour de cassation, la chambre statue toujours sur le fond de l'affaire qui lui est soumise.